# 格雷斯镇
格雷斯镇（英語：Gracetown） 是位於西澳大利亞州西南區，在珀斯以南269公里、瑪格麗特河西北21.5公里的一个城镇。

## 歷史
格雷斯镇一帶最初是一个度假区。1957年，有人提議這裡應改建成一個露營和拖掛房車專用的場地。但是，政府卻做出與這些人意見相反的事，就是將該地區發展為一個城鎮。
1961年，政府在這一帶就是否興建城鎮一事進行諮詢，同時亦制定了格雷斯镇的城市規劃。
格雷斯镇這個名字是由国土资源部部长斯图尔特·波弗尔起的，意在纪念西澳大利亚英雄格雷斯·巴斯弗尔。
西澳著名的步行徑海岬到海岬路徑於格雷斯镇西方的一個沙灘掠過。格雷斯镇是海岬到海岬路徑經過的數個小鎮的其中之一個。
格雷斯镇市內有一間雜貨店。該雜貨店提供各种商品和有限的服务。小镇之内有很多可供全年租用度假屋。

## 冲浪
这个镇是因其眾多的冲浪點而聞名，而其中的冲浪點「北角」因其大浪而深受冲浪愛好者的喜愛。而位於格雷斯镇附近海灣的主海滩区則是一个方便游泳的海滩，適合任何年齡的人去游泳。

## 赫斯萨斯崖
1996年，格雷斯镇附近的赫斯萨斯崖发生了一起悲剧，該悲剧發生於冲浪狂欢节的期間。當時，有5名成人和4名儿童站在赫斯萨斯崖崖邊觀賞冲浪時，該懸崖倒塌了，而那批人無一生還。那些受害者當時正在一個石灰岩悬崖邊觀賞，而旁邊並無任何警告牌。
在事故發生後不久，市政府便立刻實行一個復修格雷斯镇附近懸崖的計劃，並於1997年獲得西澳大利亞州政府資助。隨著計劃的實行，赫斯萨斯崖新建了楼梯、有蓋瞭望台和棚欄。而市政府亦於懸崖上種植了植物，以固定懸崖。

## 鲨鱼攻击
2004年， 冲浪者布拉德利·史密斯於城鎮附近的沙灘被一條大白鲨袭击身亡。
2010年，一個31歲的男人亦於城鎮附近的沙灘「南角」被一條鲨魚袭击致死。該男子在沖浪期間被鲨魚攻擊，並於不久被人發現昏迷於一個石灘上，其腿部更有一個很大的傷口。路人试图令該男人蘇醒，但他仍然在運送到瑪格麗特河醫院期間不治。

## 外部連結
- 奧古斯塔 - 瑪格麗特河郡郡议会 （页面存档备份，存于）